# Gaël (auteur)
Pour les articles homonymes, voir Gaël.
Gaël, né le 7 novembre 1972 à Montpellier (France), est un auteur français de bande dessinée.

## Publications
- Comment devenir riche et célèbre grâce à la BD, avec José-Louis Bocquet, Éditions de La Sirène, 2000[1].